# Paracordyloporus gladiator
Paracordyloporus gladiator är en mångfotingart som beskrevs av Carl Graf Attems 1929. Paracordyloporus gladiator ingår i släktet Paracordyloporus och familjen Chelodesmidae. Inga underarter finns listade i Catalogue of Life.